# کمبل (تگزاس)
۳۳°۰۸′۵۳″ شمالی ۹۵°۵۷′۰۵″ غربی / ۳۳٫۱۴۸۰۶°شمالی ۹۵٫۹۵۱۳۹°غربی
کمبل(به انگلیسی: Campbell) شهری در ایالت تگزاس از ایالات جنوبی ایالات متحده آمریکا است. در سرشماری سال ۲۰۰۰، جمعیت این شهر ۷۳۴ نفر اعلام شد.